# 伊藤亜由美
伊藤 亜由美（いとう あゆみ、1965年〈昭和40年〉 - ）は、日本の芸能プロモーター、実業家、映画プロデューサー、元歌手、元女優。芸能事務所・株式会社クリエイティブオフィスキュー代表取締役社長、株式会社キュー・プロダクツ代表取締役社長。北海道小樽市出身。
タレント・映画監督でCREATIVE OFFICE CUE取締役会長の鈴井貴之は元夫。この為、鈴井と結婚した1993年から離婚を公表した2017年3月までは「鈴井亜由美」名義で活動していた。

## 略歴

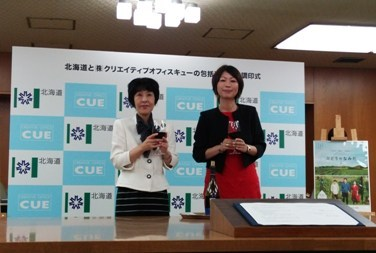
2014年8月28日、伊藤（右）と高橋はるみ（左）。

1965年、北海道小樽市で生まれる。親の転勤で栗山町や苫小牧市でも暮らしたことがある。北海道小樽桜陽高等学校、北海道武蔵女子短期大学を卒業。
駅裏8号倉庫で鈴井貴之の舞台を観て感銘を受け、鈴井主宰の「劇団487パラシュート」、「劇団OOPARTS」に所属。アパレル会社で働きながら女優として札幌市にて活動し、映画『へのじぐち』にも出演。
また、歌手として、1995年、鈴井らとの「NORTH END x AYUMI from SAPPORO」のヴォーカルとして「DA.BE.SA」をリリースしている。HTBの深夜番組『モザイクな夜』、HBCの夕方ワイド番組『気になるパンプキン』などでタレント・リポーターとしてテレビ出演したこともある。
1990年代当時、北海道の舞台役者が専業で活動できる環境がなく、テレビ・ラジオの出演をマネージメントする事務所の必要を感じ、アパレル会社の退職金を元手に、1992年に鈴井貴之とともにCREATIVE OFFICE CUEを設立。1993年8月、鈴井と結婚する。設立当初は会社を支えるためにアルバイトであり、後に副社長となる。1994年7月に長女を出産。一時産休に入る。その後、テレビリポーターとして復帰するが、体調の悪化に加え、本人の意向に反し鈴井から役者を辞め、育児に専念するように言われたこともあって、表現者としての活動から身を引いた。その後、『水曜どうでしょう』などに声だけで出演することもあった。また、2000年代以降はインタビューなどに応じる機会が増えている。
行きつけの美容室の紹介もあり、産後4ヶ月で劇団の稽古場と併設する形でメキシコ料理店「モッキル・デ・キキルコ」を開店。後に、ベトナム料理店「フーコック」などを経営する。また、当初はマネージャー業務も行っていた。
また、「地デジ化への設備投資が負担になり、地方局が番組づくりに十分な資金を回せなくなる」という不安と、「地元北海道限定の活動では彼らの能力を伸ばしきることは出来ない」という危機感を抱き、TEAM NACSの全国展開として、2004年のCREATIVE OFFICE CUEとアミューズとの業務提携に携わった。
2012年8月1日、CREATIVE OFFICE CUEの副社長から代表取締役社長に就任することが「CUE DREAM JAM-BOREE2012」で発表された。
2017年2月1日、鈴井と離婚。3月には、鈴井が事務所のファンクラブ会報にて亜由美と離婚したことを報告した。今後は元の姓である伊藤亜由美名義で活動することを発表した。マスメディア向けにも連名でコメントを発表し、離婚理由として「夫婦という枠やしがらみにとらわれない関係に戻ろうということで籍を戻した」としており、今後も共同で会社運営に当たりつつ、プレイヤーとプロデューサーとして協力しあいながら活動するとしている。

## 人物
- 中学でギターにはまり、高校時代はガールズバンドを組んでライブを行っていた。高校時代には小樽で開催されていた野外イベントに、実行委員として参加した[9]。
- 2017年にソムリエ・ドヌール（名誉ソムリエ）に就任した[11]。
- 毎晩、家でお酒を飲む。理由は、飲まなきゃ眠れないため[12]。
- 元夫である鈴井貴之のことを、永遠の子ども、ちゃんと見てないとダメだと思っており、離婚後も元夫である鈴井貴之を見守り続けている[12]。鈴井との関係についても「私はあいつ（鈴井）の自伝を書ける」・「あの男（鈴井）に会ってから私の人生波瀾万丈だよ」と明かしている。
- オフィスキューの母・姉として慕われている[13]。また、副社長の時には、「副社」の愛称で親しまれていた[10]。大泉洋曰く「男の中の男」。

## 手がけた作品

### 映画
- man-hole（2001年） - プロデューサー
- river（2003年） - プロデューサー
- 銀のエンゼル（2004年） - プロデューサー
- N43°（2009年） - エグゼクティブプロデューサー
- 探偵はBARにいる（2011年） - 製作
- しあわせのパン（2012年） - 企画
- グッモーエビアン!（2012年） - 製作
- 探偵はBARにいる2 ススキノ大交差点（2013年） - 製作
- 青天の霹靂（2014年） - 製作
- ぶどうのなみだ（2014年） - 企画・製作
- ドラムマンz バチがもたらす予期せぬ出来事（2015年） - Special thanks
- 俳優 亀岡拓次（2016年） - 製作
- 探偵はBARにいる3（2017年） - 製作
- こんな夜更けにバナナかよ　愛しき実話（2018年） - 製作
- プリンシパル～恋する私はヒロインですか?～（2018年） - 製作
- そらのレストラン（2019年） - 企画・製作
- 母を亡くした時、僕は遺骨を食べたいと思った。（2019年） - 製作
- 新解釈・三國志（2020年） - 製作
- 騙し絵の牙（2021年） - 製作

### テレビ
- どーせヒマでしょ?（2005年10月14日 - 2008年9月24日、UHB） - 企画
- チビナックス（2006年4月13日 - 2008年11月18日、STV） - 企画
- あぐり王国北海道NEXT（2008年7月5日 - 、HBC） - 企画
- モンキーパーマ（2013年10月 - 2015年9月、tvk他） - 制作

### 舞台
- TEAM NACS
  - 下荒井兄弟のスプリング、ハズ、カム。（2009年） - エグゼクティブプロデューサー
  - TEAM NACS SOLO PROJECT「ライトフライト ～帰りたい奴ら～」（2010年） - プロデューサー
  - WARRIOR〜唄い続ける侍ロマン（2012年） - エグゼクティブプロデューサー
  - TEAM NACS SOLO PROJECT「安田顕 ひとり語り2014～ギターの調べとともに」（2014年） - エグゼクティブプロデューサー
  - 悪童（2015年） - エグゼクティブプロデューサー
  - PARAMUSHIR〜信じ続けた士魂の旗を掲げて（2018年） - エグゼクティブプロデューサー
  - TEAM NACS SOLO PROJECT「MONSTER MATES」（2019年） - エグゼクティブプロデューサー

## 出演

### 映画
- へのじぐち（1990年）

### テレビ
- 週刊Nanだ!Canだ!（1990年10月6日 - 2003年3月29日、HTB）
- モザイクな夜V3（1994年4月4日 - 1996年9月30日、HTB）
- パック2（1992年 - 1993年9月30日、HBC）
- 水曜どうでしょう（1996年10月9日 - 2002年9月4日、HTB）
- ケンカの花道（フジテレビ）
- 気になるパンプキン（1997年 - 1998年、HBC）
- セブンルール（2019年1月22日、関西テレビ）

## シングル
- 「DA.BE.SA」（NORTH END+AYUMI from SAPPORO名義、1995年4月21日、EPICソニー）（1995年）
当時の夫である、鈴井貴之などと共に参加。「DA.YO.NE」のローカルバージョン。

## 著書
- CUEのキセキ クリエイティブオフィスキューの20年（メディアファクトリー、2012年、ISBN 978-4840148627）※企画・構成・監修